# Balladyna gardeniae
Balladyna gardeniae är en svampart som beskrevs av Racib. 1900. Balladyna gardeniae ingår i släktet Balladyna och familjen Parodiopsidaceae.   Inga underarter finns listade i Catalogue of Life.